# Hermann Brag

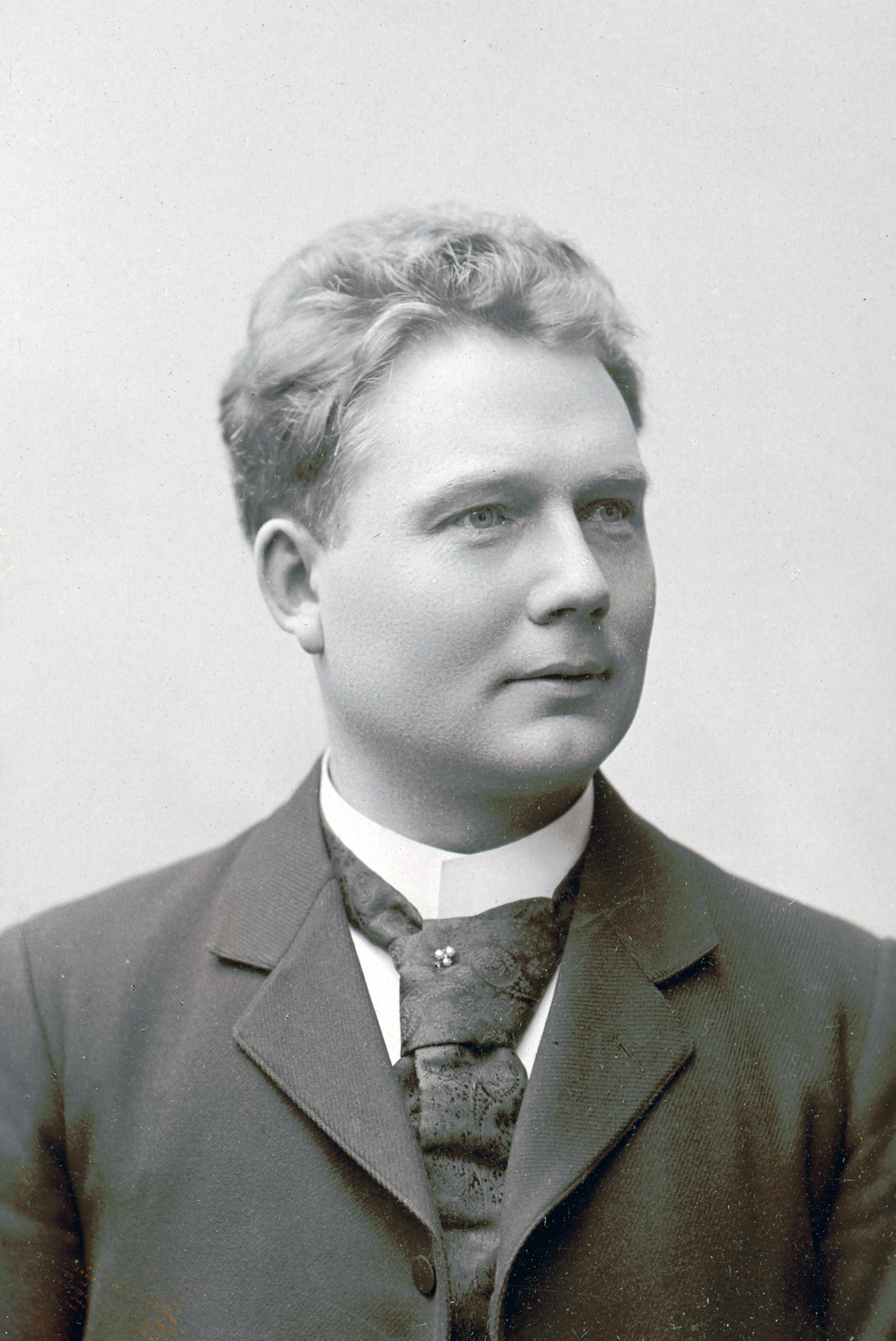
Hermann Brag

Hermann Brag, auch Herman Brag (1. April 1860 in Kalmar, Königreich Schweden – 3. Januar 1936 in Stockholm) war ein schwedischer Opernsänger (Bass).

## Leben
Brag, der Sohn eines Baumeisters, bezog zuerst die Universität in Uppsala zum Zwecke naturhistorischer Studien, doch bald entschloss er sich bald seiner Neigung zu folgen und sich gänzlich dem Sängerberuf zuzuwenden. Nachdem er Unterricht bei Professor Ivar Eggert Hedenblad genommen hatte, sang er an der Stockholmer Oper Probe und sollte engagiert werden.
Er zog es jedoch vor, sich vorerst in Deutschland künstlerisch auszubilden und ging 1886 nach Frankfurt am Main zu Julius Stockhausen, hierauf begann er seine Bühnenlaufbahn als Mitglied einer kleinen deutschen Truppe.
Er begab sich auch nach Italien zu Professor Francesco Lamperti und trat 1891 in den Verband des königl. Theaters in Stockholm, wo er als „Plumkett“ debütierte. Sieben Jahre wirkte er daselbst im Spielbassfach mit großem Glück. Da beteiligte er sich 1898 an einer Sängerfahrt, die schwedische Studenten nach Deutschland unternahmen, und in Dresden machte sein Solo „Braver Mann“ von Mendelssohn solches Aufsehen, dass man ihn veranlasste, seine Kunsttätigkeit der Dresdener Oper zu widmen. Er trat als „Falstaff“ auf der Hofbühne auf und wurde sofort für dieselbe verpflichtet. Als „van Bett“ trat Brag (1898) sein Engagement an und zählte seit dieser Zeit zu den verdienstvollen Sängern dieser Bühne.
Nicht nur seine Stimme und die gute Schulung derselben fanden allgemeine Anerkennung, auch seine vortrefflich trockene, wirkungsvolle Komik wurde allgemein gelobt. Er wurde als der „geborene Bassbuffo“ bezeichnet. Der Künstler hatte ein ausgedehntes Repertoire, er sang erste Spiel- und Bassbuffopartien, alle mit gleichem Erfolg. Besonders hervorgehoben seien noch: „Baculus“, „Bartolo“, „Plumkett“, „Dulcamara“, „Sulpice“, „Lord“ in Fra Diavolo usw.
Sein Lebensweg nach 1902 ist unbekannt.